# Tre sange i moll
Tre sange i moll for mezzo-sopran is een compositie van Agathe Backer-Grøndahl. Deze drie liederen in mineur werden samen uitgegeven met To sange fra havet. Brødrene Hals gaf de liederen uit onder de nrs.968-970. De verzameling mist iemand aan wie ze opgedragen zijn, dat in tegenstelling tot opus 49.
De drie liederen zijn:
- Til natten met tekst van John Paulsen in grave in d mineur in 4/4-maatsoort
- Der kommer de aar met tekst van Herman Bang in largo in a mineur in 4/4-maatsoort; dit lied is apart opgedragen aan Thekla Lange
- en döende met tekst van Camilla Collett-Vogt in andante in a mineur (slot in A majeur) in 6/8-maatsoort

Eva Nansen zong tijdens een concert op 2 november 1899 lied nummer 2 uit de bundel, begeleid door de componiste.